# 1930 no jornalismo
Nesta página encontrará referências aos acontecimentos directamente relacionados com o jornalismo ocorridos durante o ano de 1930.

## Eventos
- Fundação do jornal regional português "Diário de Coimbra".

## Nascimentos
| Data          | Nome          | Profissão                                | Nacionalidade | Observações | Ref |
| ------------- | ------------- | ---------------------------------------- | ------------- | ----------- | --- |
| 21 de março   | Dinis Machado | jornalista e escritor                    | Portugal      | m. 2008     |     |
| 2 de setembro | Paulo Francis | jornalista, crítico de teatro e escritor | Brasil        | m. 1997     |     |

## Mortes
| Data          | Nome                 | Profissão                        | Nacionalidade | Observações | Ref |
| ------------- | -------------------- | -------------------------------- | ------------- | ----------- | --- |
| 5 de dezembro | Raul Brandão         | militar, jornalista e escritor   | Portugal      | n. 1867     |     |
| ??            | Diogo Paim de Bruges | professor, jornalista e político | Portugal      | n. 1866     |     |